# Prawa Mendla
Prawa Mendla – reguły przekazywania cech dziedzicznych. Zostały sformułowane w 1866 przez Gregora Mendla podczas jego badań nad krzyżowaniem roślin, głównie grochu zwyczajnego (Pisum sativum L.).
W uwspółcześnionej postaci, uwzględniającej naszą obecną wiedzę o chromosomach i genach, brzmią następująco:
1. Pierwsze prawo Mendla (prawo czystości gamet) – każda gameta wytwarzana przez organizm posiada tylko jeden allel z danej pary alleli genu. Wynika z tego, że każda komórka płciowa musi zawierać po jednym allelu z każdej pary[2].
2. Drugie prawo Mendla (prawo niezależnej segregacji cech) – geny należące do jednej pary alleli są dziedziczone niezależnie od genów należących do drugiej pary alleli, w związku z czym w drugim pokoleniu potomnym (F2) obserwuje się rozszczepienie fenotypów w stosunku 9:3:3:1[3].

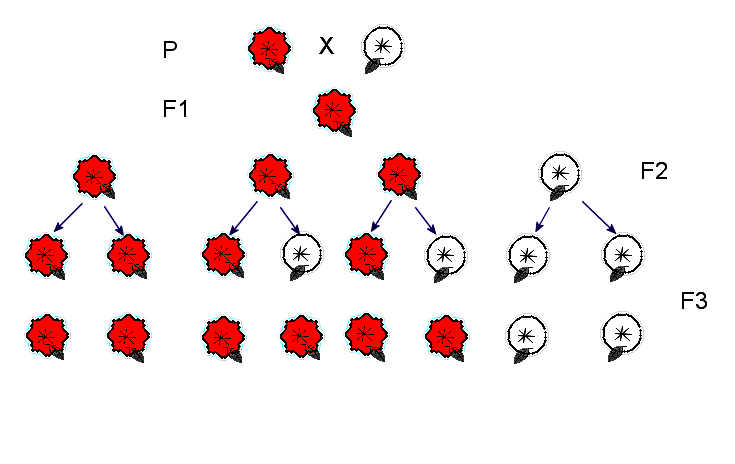
Dziedziczenie barwy kwiatów u grochu Pisum sativum: P – pokolenie rodzicielskie, F1 – pierwsze pokolenie potomne, F2 – drugie pokolenie potomne, F3 – trzecie pokolenie potomne

W czasach Mendla nie wiedziano jeszcze nic o genach i sposobie, w jaki zorganizowany jest materiał dziedziczny w komórce. Mendel zatem nie użył określenia gen i allel, posługiwał się opisowym określeniem „czynnik dziedziczenia”.
Po skrzyżowaniu roślin rodzicielskich (P) o kwiatach czerwonych z roślinami o kwiatach białych stwierdził, że wszystkie kwiaty w 1. pokoleniu (F1) są czerwone. Mendel rozumował prawdopodobnie tak: każdy organizm zwierzęcy i roślinny jest najpierw zygotą, powstałą z połączenia dwóch gamet. Zygota ma zatem niejako dwoistą naturę, nosząc cechy zarówno „ojca”, jak „matki”. Podobnie zresztą, jak cały dorosły organizm. Skoro w pokoleniu wszystkie osobniki F1 mają dwoistą naturę (dziś powiedzielibyśmy, że są diploidalne), i wiadomo, że pochodzą od różniących się barwą rodziców, ale tej dwoistości nie widać, bo wszystkie są czerwone, zatem czynnik czerwonej barwy musi być „silniejszy” i zagłuszać czynnik barwy białej. Nazwał go dominującym. Czynnik determinujący barwę białą określił mianem recesywnego. Aby pokazać te zależności prosto, oznaczył czynnik dominujący A, a czynnik recesywny a i wywiódł z tego, że pokolenie F1 składa się z osobników mających oba te czynniki; dziś powiedzielibyśmy: mających genotyp Aa.
Nie poprzestał jednak na jednym krzyżowaniu, skrzyżował bowiem następnie osobniki z pokolenia F1. Krzyżowanie takie można przestawić w formie szachownicy Punnetta. Jeśli krzyżujemy osobniki:
- Aa (o czerwonych kwiatach) × Aa (o czerwonych kwiatach) otrzymamy:

|   | A  | a  |
| A | AA | Aa |
| a | Aa | aa |

 Czyli w pokoleniu potomnym F2 uzyskał ok. 75% osobników czerwonych, ale pojawiły się też osobniki białe. To zgadzało się z jego przewidywaniami. Po skrzyżowaniu roślin, tym razem z pokolenia F2, uzyskał pokolenie F3, w którym występowały kwiaty zarówno białe, jak i czerwone, ale w zupełnie nowym stosunku. Okazało się, że 1/3 osobników czerwonych F2 dała potomstwo tylko czerwone, 2/3 osobników czerwonych F2 dało potomstwo czerwone i białe (w znanym stosunku 3:1), natomiast wszystkie białe kwiaty z pokolenia F2 wydały potomków kwitnących na biało.

## Odstępstwa
Allele mogą też być kodominujące, jak to jest w przypadku grup krwi. W puli genowej populacji na ogół występuje wiele alleli tego samego genu, przy czym allele te mogą mieć różny porządek recesji, dominacji lub kodominacji. Inne odstępstwo polega na tym, że gen może mieć więcej niż dwa allele. Badania Thomasa Morgana udowodniły, że geny położone w tym samym chromosomie dziedziczą się razem, co częściowo obala teorię Mendla. Mendel przypisywał jednej cesze jeden allel, tymczasem przeważnie cecha jest warunkowana przez wiele alleli.